# James Donald
James Donald, född 18 maj 1917 i Aberdeen, Aberdeenshire, Skottland, död 3 augusti 1993 i West Tytherley, Hampshire, England, var en brittisk (skotsk) skådespelare.
Donald scendebuterade 1935, och började filma på 1940-talet. Han fick dock ingen riktigt stor roll förrän han spelade Vincent van Goghs bror Theo i Han som älskade livet 1956. Donald gjorde ofta roller som auktoritetsfigurer och spelade militär i flera filmer.

## Filmografi
- 1944 – Ödets män
- 1949 – Edward, min son
- 1952 – Pickwickklubben
- 1956 – Han som älskade livet
- 1957 – Bron över floden Kwai
- 1963 – Den stora flykten
- 1965 – Fånglägret Changi
- 1967 – Den stora stöten
- 1969 – David Copperfield
- 1978 – The Big Sleep